# 美都町
美都町（みとちょう）は、かつて島根県の南西部にあった町。美濃郡に属した。
2004年（平成16年）11月1日に合併し、益田市の一部となった。

## 歴史
- 1954年（昭和29年）4月1日 - 東仙道村・都茂村・二川村が合併して美都村が発足。
- 1957年（昭和32年）4月1日 - 美都村が町制施行して美都町となる。
- 2004年（平成16年）11月1日 - 益田市に編入[1]。同日美都町廃止。

## 教育
- 益田市立都茂小学校
- 益田市立東仙道小学校
- 益田市立美都中学校

## 交通

### 鉄道
旧町内を走る鉄道はない。鉄道を利用する場合、最寄り駅はJR西日本山陰本線および山口線の益田駅。

### 高速道路
旧町内を走る高速道路はない。

### 国道
- 国道191号

### 県道
- 主要地方道
  - 島根県道34号浜田美都線
  - 島根県道48号三隅美都線
  - 島根県道54号益田澄川線
- 一般県道
  - 島根県道172号美都匹見線
  - 島根県道309号東仙道津田停車場線
  - 島根県道314号美都澄川線

## 河川・山岳

### 河川
- 益田川